# کهرانه پیرغازی
کهرانه پیرغازی (به انگلیسی: Kharana Pir Ghazi) یک منطقهٔ مسکونی در پاکستان است که در پنجاب واقع شده‌است. کهرانه پیرغازی ۲۷٬۹۱۵ نفر جمعیت دارد و ۲۷۵ متر بالاتر از سطح دریا واقع شده‌است.